# Arca e Ponte de Lima
Arca e Ponte de Lima ist eine portugiesische Gemeinde (Freguesia) im Kreis (Concelho) Ponte de Lima im Nordwesten Portugals.

## Geschichte
Die Gemeinde entstand im Zuge der Gebietsreform vom 29. September 2013 durch die Zusammenlegung der ehemaligen Gemeinden Arca und Ponte de Lima. Ponte de Lima wurde Sitz der neuen Verwaltung.

## Demographie
| Freguesia | Freguesia            | Freguesia | Freguesia       | ehemalige Freguesias | ehemalige Freguesias | ehemalige Freguesias | ehemalige Freguesias |
| --------- | -------------------- | --------- | --------------- | -------------------- | -------------------- | -------------------- | -------------------- |
| Wappen    | Freguesia            | Einwohner | Fläche in (km²) | Wappen               | Freguesia            | Einwohner            | Fläche in (km²)      |
|           | Arca e Ponte de Lima | 3925      | 4,01            |                      | Arca                 | 926                  | 2,26                 |
|           | Arca e Ponte de Lima | 3925      | 4,01            | Ponte de Lima        | 2884                 | 1,74                 |                      |